# Mietta
Mietta, cujo nome é Daniela Miglietta (Tarento, 12 de novembro de 1969), é uma cantora, atriz e escritora italiana.

## Biografia
Começou sua carreira artística em 1987 na radionovela "Nasce uma estrela", da Rádio RAI, que posteriormente foi levada à televisão, no final desse ano.
Participou inúmeras vezes do Festival de Sanremo em:
- Em 1988, com a canção Sogno (Sonho) do compositor Claudio Mattone.
- Em 1989, com Canzoni (Canções), ganha o Festival e consegue um disco de platina com mais de 100 mil cópias e um premio como revelação.
- Em 1990, canta Vattene Amore (Vai-te meu amor) do cantor italiano Amedeo Minghi com quem canta em dueto. A música virou um clássico italiano, vendendo mais de um milhão de discos em todo o mundo.
- Em 199, com a música Dubbi No (Não duvides) percorre toda a Itália em sucesso triunfal.
- Em 199, volta a pisar no palco do Festival cantando Fifli di chi (Filhos de quem), do cantor Nek.

- Em 1992, saiu o álbum Lasciamoci respirare (Deixemo-nos respirar) cujo tema leva a assinatura do cantor Biagio Antonacci, e que interpreta um dueto com o diretor de cinema Francesco Nuti.

- Em 1994 um dueto com Ricardo Cocciante, Mietta canta " pensare che pensavo mi pensassi almeno un pò (E pensar que pensava que me pensasses um pouco mais) e Sobre mi piel. Sucesso rotundo será sua canção Fuori da te (Fora de ti) do álbum Cambia pelle.
- Em 1995, publica "Daniela è felice", produz o vídeo de "Oggi Dani è più felice" que consegue um prestigioso prêmio em Londres como melhor vídeo estrangeiro transmitido por MTV naquele ano.

"Cambia pelle" e "Daniela è felice" representam uma etapa nova e de evolução artística, muito arriscada mas bem acolhida pelos críticos musicais e pelo público.
- Em 1996, empresta sua voz à personagem de Esmeralda filme de animação de Disney "O corcunda de Notre-Dame" interpretando também a trilha sonora. Nesse mesmo ano participa também do vídeo da canção "Menta e Rosmarino" de Zucchero.
- Em 1997 estreia como atriz em "La piovra 8" ao lado de Luca Zingaretti e Raúl Bova.
- Em 1998,o álbum "La mia anima" obteve o disco de ouro, e a canção "Angeli noi" (Anjos tu e eu) se converteu no sucesso mais radiado do verão.
- Em 1999, atua na série "L'ispettore Giusti", ao lado de Enrico Montesano.
- Em 2000, sai à venda seu primeiro álbum de sucessos "Todo o nada" que obtém 2 discos de ouro e inclui o tema "Fare l'amore" (Fazendo o amor) apresentada ao Festival de San Remo.
- Em 2001 atua no filme "Donne di máfia".
- Em 2003, sai "Per esempio... per amore" álbum totalmente realizado pelo cantor Cabo trabalho adiantado pela canção "Shisa"', gravada e mixada por Fabrizio Simoncioni.
- E em 2004, cantando Cuore (Coração), volta em grande estilo junto a Morris Albert, cantor brasileiro, autor de Feelings.
- Também foi integrante do programa de reality show Music Farm da RAI, (2.ª geração) em 2005.
- Em 2006 publica o álbum "74100", preanunciado pelo singelo "Il Fiore" (A flor), este disco inclui as colaborações com grandes artistas do pop moderno italiano e internacional entre outros do grupo inglês Blue.
- Em 2008, volta ao festival de Sanremo interpretando "Baciami adesso" (Beijame Agora) uma canção de tons roqueiros escrita por Daniele Rodada, autor de muitas canções de sucesso de Nek.

Depois da participação, ocorre a saída de seu décimo álbum "Com il sole nelle mani", para muitos seu melhor disco até a data.
- Em 2011, publica seu décimo-primeiro álbum "Due Soli..."(Dois sóis...), e sua primeira novela "L'albero delle giuggiole" (O azufaifo).
- Em 2017, publica as duas primeiras canções do projeto de gravação com o doo jazz de Maré: "Semplice", inédito do que é coautor, e "História de um amor", cobrem o ritmo do bolero, que respectivamente atingem o primeiro e terceiro lugar na lista dos 100 principais 'Jazz' Tracks de iTunes.

## Discografia
- Canzoni (1990)
- Volano le pagine (1991)
- Lasciamoci respirare (1992)
- Cambia pelle (1994)
- Daniela è felice (1995)
- La mia anima (1998)
- Tutto o niente (2000)
- Per esempio... per amore (2003)
- 74100 (2006)
- Con il sole nelle mani (2008)
- Due soli... (2011)

## Filmografia
- 1996 - Il gobbo dei Notre-Dá-me (O importunado de Notre-Dá-me) (dobragem ao italiano como a gitana Esmeralda)
- 1996 - Menta e Rosmarino (videoclip, cantando junto a Zucchero).
- 1997 - A piovra 8 (fiction)
- 1999 - L'ispettore Giusti (fiction)
- 2001 - Donne dei máfia (fiction)
- 2002 - Joy - Scherzi dei gioia (filme)
- 2016 - Ciao Brother (filme)
- 2017 - A fuga (filme)
- 2018 - Stato dei ebbrezza (filme)